# Cura Pastoralis
La Regula pastoralis o Cura Pastoralis è un trattato che papa Gregorio Magno scrisse per tutti coloro (chierici e laici) che devono governare cristianamente il mondo e  per quelli in particolare che sono responsabili della «cura pastorale», ossia i vescovi.

## La composizione e la struttura dell'opera
Il testo viene scritto da Gregorio nei primi anni del suo pontificato, intorno al 590/591. Una prima composizione viene collocata dopo l’elezione di Gregorio al soglio pontificio e forse prima dell’invio dell’epistola sinodale, ma la prima attestazione di un’esistente edizione si trova solo nella lettera a Venanzio, vescovo di Luni, del novembre di 594. Il testo della regola venne poi redatto durante il pontificato di Gregorio. L’opera ebbe tra l’altro una circolazione immediata anche nell’ambiente orientale attraverso la tradizione in greco da parte di Anastasio, vescovo di Antiochia, da cui passò nelle mani dell’imperatore di Costantinopoli, Maurizio. La maggior parte dell’opera, come si è detto, e costituita dai consigli e istruzioni scritti in modo manualistico per insegnare ai vescovi il modo giusto per avvicinarsi ai fedeli e quali metodi didattici adottare nei loro riguardi (capp. XXIV–LIX, cioè 35 capitoli su 65 totali nell’edizione di Rommel), come riportano già i titoli dei capitoli: Quod aliter ammonendi sunt viri atque aliter feminae, aliter iuvenes, aliter senes, aliter inopes aliter locupletes, “Vanno rimproverati in modo diverso gli uomini e le donne, i giovani e i vecchi, i poveri e i ricchi…” e così via con lieti e tristi, sudditi e prelati, servi e domini, sapienti e incolti. La breve parte che viene prima del tema centrale prende forma di un testo normativo regolativo e definisce chi può assumere il ruolo di predicatore, cosa può fare e cosa invece no, mentre nell’ultima parte si danno dei consigli di natura pragmatica.

## Contenuto
Il primo libro è dedicato alla figura del pastore, chiamato in vari modi, il più delle volte rector (ma anche sacerdos, predicator, doctor o praepositus). Il pastore ha una grande responsabilità: la cura delle anime è infatti l'arte delle arti, da lui dipende la salvezza dei sottoposti. Tendenzialmente un uomo pieno di virtù, conscio della difficoltà dell'incarico, rifiuta il peso del lavoro. Si arriva quindi a definire la regola secondo cui l'uomo virtuoso deve accettare il governo anche se costretto, l'uomo povero di virtù non deve accettare il governo neppure se costretto. Il discorso ricade dunque sulla distinzione fra vita attiva e vita contemplativa. Seppur la vita contemplativa sia più degna della vita attiva, i frutti della contemplazione vanno ridistribuiti nella vita attiva, spetta al rector saper unire i due stili di vita, in modo da ricavare il massimo da entrambi. Il ministerium, ovvero l'opera attiva del pastore, nasce dalla contemplazione.
Il secondo libro tratta de vita pastoris ed è dedicato al regime di coloro che governano gli altri. Al pastore servono tre virtù: discretio, compassio e humilitas. L'autore presenta un sistema integrato, tanto per la salvezza del gregge, tanto per la salvezza del pastore. La discretio è la prudenza, la virtù del saper giudicare caso per caso. Applicata nella realtà vuol dire che il rettore deve passare dalle caratteristiche di giudizio astratte alla pratica dei singoli, quello che successivamente nel sacramento della confessione sarà il passaggio dall'oggettività del peccato alla soggettività del peccatore. La compassio è il “soffrire insieme”, è il riconoscersi uguali. Posto che chi sta sopra deve stare sopra, chi sta sopra deve prendere degli accorgimenti per non pesare su chi sta sotto. La compassio colora di humilitas il governo degli uomini.
Il terzo libro riguarda principalmente il clero e tratta della predicazione. La predicazione deve essere adattata sulla base dell'uditorio. L'arte del predicare non deve appartenere ad un "ceto" di predicatori, ma deve essere propria di ogni rector.
Il quarto libro è una chiusura e si parla del rector che torna in sé stesso e si dispiace per ciò che non è riuscito a fare, senza vantarsi per quello che ha fatto.

## Fonti
Da alcuni studiosi viene definita un’opera programmatica sistematica ed è effettivamente una delle due senza un riferimento continuo ad un particolare commento biblico. Le sue fonti primarie erano gli scritti di s. Agostino, s. Ambrogio (De officiis ministrorum), S. Cesario di Arles (Sermoni), la parte della patristica greca tradotta in latino, come per esempio s. Gregorio di Nazianzo (disponibile nella versione latina di Rufino), ma anche un testo classico come il De officiis di Cicerone, tramandato dagli autori del IV secolo come il già nominato Ambrogio.

## Trasmissione del testo
Della Regula pastoralis (come anche di altre opere gregoriane, come per esempio delle Homiliae in Hiezechielem profetam o Homiliae XL in Evangelia) esiste un’ampia tradizione manoscritta, che presenta però in un aspetto un caso particolare, dal momento che il manoscritto più antico della Regola, il Codex trecensis è presumibilmente un idiografo la cui stesura cioè fu sorvegliata da parte dell’autore stesso. Il primo a promuovere l’idea di presunta idiografia del ms. trecense fu Elias Avery Lowe, ma le sue ipotesi furono accettate e confermate anche sul livello paleografico da studiosi come Bischoff e Petrucci, quest’ultimo convinto della sua antichità per il fatto che si tratta di scrittura onciale romana che favorisce l’ipotesi. Partendo da questa scoperta si è notato che il ms. T (Codex trecensis) contiene quello che alla fine si è identificato con una seconda versione del testo e che le correzioni furono aggiunte al testo della prima edizione della quale gran parte fu erasa, altre volte solo cambiata in maniera che ancora oggi è possibile leggere qualcosa del preesistente «sottostrato». Il nesso diretto tra il codex trecensis e lo scriptorium di Gregorio Magno ci fa capire qualcosa in più sulla tradizione manoscritta dell’opera. Se il ms. T porta davvero la lectio di questa seconda redazione (T2) di cui possiamo essere abbastanza sicuri dal momento che il copista della seconda versione rispettava persino la mise-en-page della prima versione, possiamo dire che il ms. T presenta un esemplare autorizzato e revisionato dallo stesso autore da cui in seguito vennero copiati altri mss. di quest’opera. Alcuni mss. della tradizione (come il Vat. Lat. 509 del sec. XV) ci fanno capire però che molto probabilmente fu autorizzata già la prima versione del testo ossia la T1. Così si spiegherebbe meglio anche la complicata tradizione manoscritta dell’opera, piena di reciproche contaminazioni, siccome i copisti ad un certo punto non sapevano più quale versione fosse giusta e quindi collazionavano tra loro le due versioni autorizzate.
Se l’ipotesi sul manoscritto trecense è vera la Regola rappresenta il primo esempio in Occidente di un’opera riportata nella forma di un autografo/idiografo nella sua interezza (o quasi) e per di più ci permette di fare ulteriori indagini sul contesto della produzione dei libri nell’ambito della cancelleria papale nell’epoca di Gregorio. Com’è stato rilevato il latino del codice T è piuttosto corretto e regolare, se giudicato dal punto di vista del latino medievale, un fatto che non dovrebbe essere scontato e che almeno in parte va spiegato con lo sforzo di Giustiniano che nel 554 decretò la prammatica sanzione con la quale garantiva il finanziamento pubblico delle scuole di grammatica e retorica romane.

## Traduzioni
Re Alfredo del Wessex tradusse la Cura Pastoralis in antico inglese nel IX secolo. Tale traduzione prende il titolo di Hierdeboc, letteralmente "il libro del pastore". Era intenzione del monarca, ispirandosi a Carlo Magno, dare un nuovo impulso alla vita culturale del paese minacciato della devastazione dei vichinghi che smantellavano i centri culturali quali i monasteri , permettendo a tutti di comprendere il messaggio della Chiesa; nelle sue intenzioni, una volta assicuratosi un clero, se non dotto, almeno non illetterato, avrebbe potuto mirare più avanti all'educazione del popolo. Egli, per la sua traduzione, afferma di aver tradotto ora parola per parola, ora secondo il senso.

## Edizioni di riferimento
- Grégoire le Grand, Règle pastorale, cur. B. Judic (intr., note, ind.) – F. Rommel (ed.) – Ch. Morel (trad.), Parigi 1992 (Sources Chétiennes 381–382)